# Whatever You Want (singolo Status Quo)
Whatever You Want è un singolo del gruppo musicale rock britannico Status Quo, pubblicato il 14 settembre 1979 come primo estratto dal loro dodicesimo album in studio omonimo.

## La canzone

### Concezione
Sul finire degli anni settanta la discomusic spopola dappertutto e nemmeno il rock sfugge all'epidemia: gruppi come Queen, Kiss, Blondie, Clash e perfino i Pink Floyd si piegano al contagio e sfornano pezzi orecchiabili e accattivanti che divengono dei classici amatissimi dal pubblico anche come musica da ballare.
È in questo contesto che gli Status Quo scrivono il brano Whatever You Want: l'ispirazione coglie il chitarrista Rick Parfitt inaspettatamente alla fine del 1978, quando riesce a scrivere insieme al tastierista Andy Bown gran parte del pezzo nel pieno di una ubriacatura da alcolici. La composizione, in origine concepita con una struttura più complessa rispetto al prodotto finale, viene in seguito sfrondata e semplificata (anche nel testo) e alcuni accordi volutamente tagliati al fine di renderne più fruibile e diretto l'ascolto.

### Testo
Famoso come "riempipista" per i toni briosi e allegri del suo ritmo, il brano presenta in realtà un testo malinconico e introspettivo, in gran parte dovuto al difficile momento attraversato dai componenti della band, in questa fase tutti isolati, lontani dal territorio inglese per ragioni fiscali e in preda alle dipendenze (soprattutto cocaina). Le liriche (Qualsiasi cosa tu voglia, qualsiasi cosa ti piaccia... ) esprimono una amara riflessione sulle insidie e sulle trappole del successo, capace di sedurre, illudere e ingannare portando, se mal gestito, a sentirsi ancora più infelici e meno liberi.

### Analisi musicale

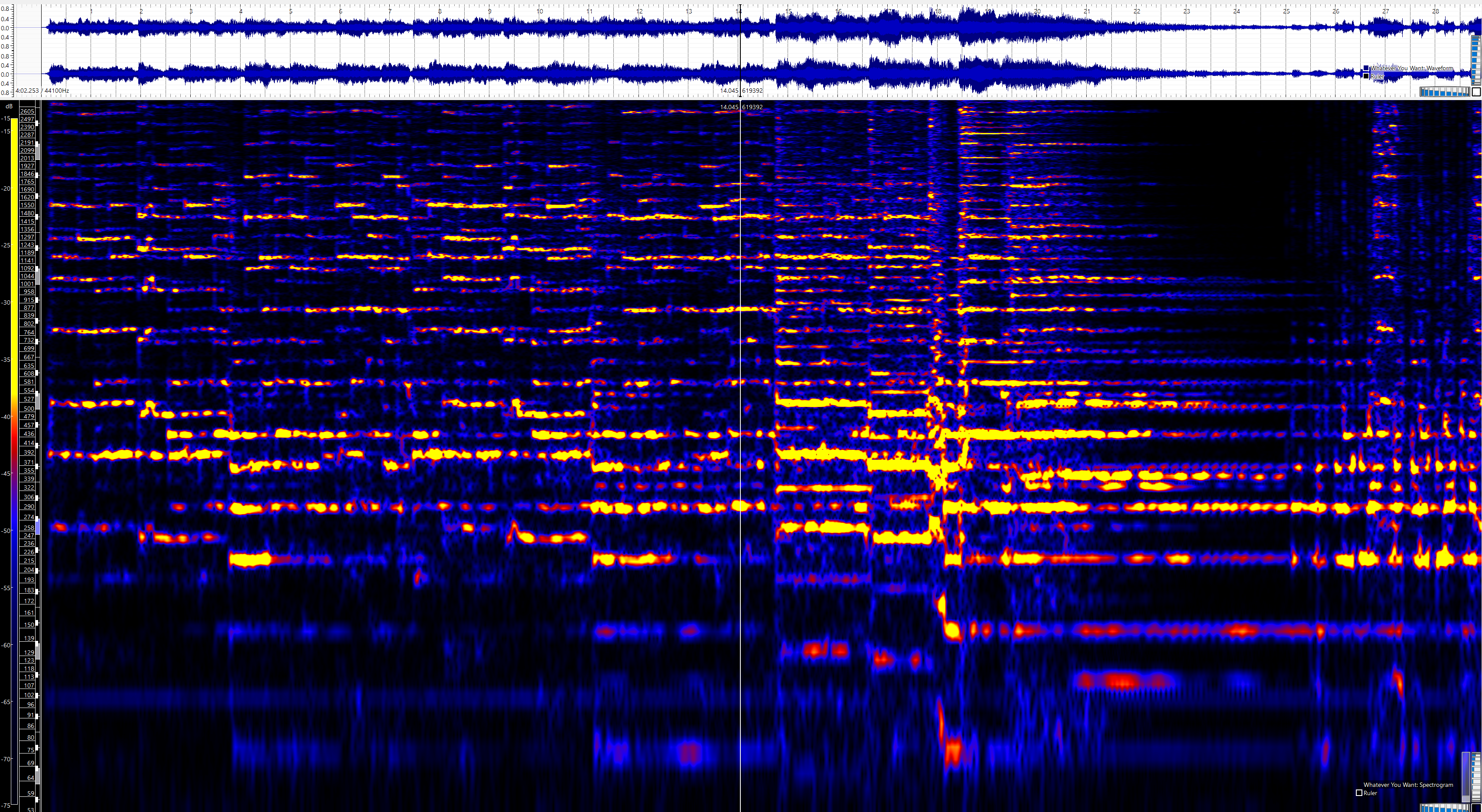
Spettrogramma dell'introduzione di 25 secondi con i riff di chitarra elettrica, ottenuto tramite il software libero Sonic Visualizer.

Tra i brani simbolo della rock music di ogni tempo, Whatever You Want si rivela un pezzo semplice ed essenziale ma nel contempo versatile e di elevato valore compositivo. 
La canzone (in versione standard dalla durata di 4:01 min.) inizia con un'introduzione di circa 25 secondi fatta di semplici accordi in arpeggio morbido di chitarra elettrica, a cui si aggiungono effetti come il flanger, l'overdrive e degli effetti eco generici. Tale introduzione va scemando dal 20º secondo in poi su un accordo fisso.
Inizia quindi la canzone vera e propria con un solido riff in crescendo continuamente ripetuto in Re minore (circa 290 Hz). A circa 40 secondi parte il noto riff suonato in duetto dalle chitarre di Rossi e Parfitt in Re maggiore ripetuto fino al 56º secondo, quando irrompono repentinamente le percussioni. Infine, dal 71º secondo fanno ingresso le voci dei membri del gruppo, che cantano in coro all'unisono.
Il brano, in equilibrio tra orecchiabili melodie pop e aggressive sonorità hard rock, è connotato da continui "stacchi" tra una strofa e l'altra volti ad aumentare la tensione emotiva dell'ascoltatore, fino alla chiusura in cui il riff si ripete freneticamente. Il sound ruvido, diretto e incisivo è ottenuto con l'accompagnamento di tre chitarre elettriche (gli altri strumenti sono basso, tastiere e batteria) e grazie all'ampio uso di effetti quali il fuzz, il flanger e il chorus.

### Accoglienza
Il pezzo viene accolto con favore dalla critica musicale e, vista la bellezza dei riff di chitarra (specie nel crescendo introduttivo), molti tra gli addetti ai lavori si spingono a definire la sua parte iniziale come la migliore che sia mai stata composta ed incisa per un pezzo di musica rock.
Pubblicato il 14 settembre del 1979, il 45 giri va subito ai primi posti delle classifiche (al quarto posto nel Regno Unito) e si impone anche come uno dei pezzi più amati e apprezzati nelle discoteche.

## Riedizioni
- Nel 2003 viene registrata una nuova versione del brano per l'album Riffs;
- Nel 2008 gli Status Quo e il gruppo happy hardcore tedesco Scooter realizzano un remake in chiave techno-elettronica dal titolo Jump That Rock (Whatever You Want);
- Nel 2014 viene incisa una versione acustica inclusa nell'album  Aquostic (Stripped Bare).

## Cover
- Nel 1994, all'interno del programma Non è la Rai, Francesca Pettinelli ne ha eseguita una cover inserita poi nell'album Dance with Francesca.

## Fortuna del brano
- Gli Status Quo eseguono Whatever You Want anche al festival di Sanremo dove si esibiscono il 9 febbraio del 1980.[14]
- Il pezzo è stato nel tempo utilizzato in svariate campagne pubblicitarie e promozionali (blue jeans, mentine, ipermercati etc.).
- Nel 1981 funge da ispirazione a Claudio Cecchetto per la composizione del brano Gioca jouer.[15]

## Colonna sonora
Film
- Se sposti un posto a tavola (2012);
- Colpo d'amore (2013);
- La casa di famiglia (2017) inclusa in versione differente da quella originale degli Status Quo;
- Brave Ragazze (2019).

Serie TV
- Tredici, serie televisiva statunitense, anno 2017, prima stagione, episodio 3.

## Tracce
1. Whatever You Want – 4:01 (Parfitt/Bown)
2. Hard Ride – 3:22 (Lancaster/Green)

## Formazione
- Francis Rossi (chitarra solista, voce)
- Rick Parfitt (chitarra ritmica, voce)
- Alan Lancaster (basso, voce)
- John Coghlan (percussioni)

## Altri musicisti
- Andy Bown (tastiere)

## Classifiche
| Classifica  | Posizione massima |
| ----------- | ----------------- |
| Regno Unito | 4                 |